# Varför mördar man sin dotter?
Varför mördar man sin dotter? är en bok om hederskultur, hedersförtryck och hedersmord, skriven av journalisten Nima Dervish och socionomen Emre Güngör, utgiven den 31 augusti 2009 på Norstedts förlag. Författarna har bland annat intervjuat förövarna i Sveriges tre mest kända hedersmordfall: morden på Fadime Şahindal, Pela Atroshi och Sara Abed Ali. Boken utgavs som pocket i juli 2010. 